# UFC sur ESPN : Gamrot contre Klein
UFC sur ESPN : Gamrot contre Klein (également connu sous le nom d' UFC sur ESPN 68 et UFC Vegas 107 ) est un événement d'arts martiaux mixtes produit par l'Ultimate Fighting Championship qui a eu lieu le 31 mai 2025, à l'UFC Apex, à Enterprise, Nevada, dans la vallée de Las Vegas, États-Unis.

## Contexte
Un combat de poids légers entre l'ancien champion poids léger et poids plume du KSW, Mateusz Gamrot, et Ľudovít Klein, est fortuitement devenu la tête d'affiche de l'événement.
Un combat de poids mouche féminin entre Erin Blanchfield et Maycee Barber devait être la tête d'affiche de l'événement. Cependant, quelques minutes avant le début du combat, Barber a dû se retirer en raison d'une crise d'épilepsie. Elles devaient auparavant se rencontrer à l'UFC 269 en décembre 2021, mais Barber s'est retirée pour des raisons non divulguées. Lors de la pesée, Barber pesait 57,8 kg, soit une demi-livre de plus que la limite des combats hors titre en poids mouche féminin. Le combat devait se dérouler en poids variable et Barber devait payer une amende de 20 % de sa bourse à Blanchfield.
Un combat de poids mouche entre Allan Nascimento et Jafel Filho était prévu lors de cet événement. Le duo était initialement prévu pour l'UFC sur ESPN : Tybura vs. Spivac 2 en août 2024, mais il a été annulé en raison d'une maladie de Nascimento. Lors de la pesée, Nascimento pesait 57,8 kg, soit 600 g de plus que la limite des combats hors titre en poids mouche. Le combat s'est déroulé en poids variable et Nascimento s'est vu infliger une amende de 20 % de sa bourse, qui est revenue à Filho.
Un combat de poids paille féminin entre l'ancienne championne des poids atomiques de l'Invicta FC Rayanne dos Santos et Alice Ardelean s'est tenu pour cet événement. Elles devaient initialement participer à l'UFC Fight Night : Hernandez vs. Pereira en octobre 2024, mais Santos s'était retirée du combat en raison d'un bras cassé.
Un combat poids plume féminin entre Ketlen Vieira et la gagnante poids plume de The Ultimate Fighter: Heavy Hitters, Macy Chiasson, a eu lieu lors de cet événement. Le combat devait initialement être un combat poids coq, mais le jour de la pesée, il a été annoncé qu'il serait changé en poids plume en raison de « problèmes de gestion du poids » de Vieira, qui perdra à son tour 25 % de sa bourse. La paire était initialement prévue pour l'UFC Fight Night: Ankalaev vs. Walker 2 en janvier 2024, mais Vieira a été retirée à la suite d'une blessure et le combat a été annulé. Elles devaient plus tard se rencontrer lors de la Soirée de combat UFC : Cejudo contre Song en février, mais en raison d'une blessure subie par Chiasson, le combat a été retiré de la carte.
Un combat de poids welters entre Jeremiah Wells et le nouveau venu promotionnel Andreas Gustafsson était prévu pour l'événement. Cependant, le 20 mai, Wells s'est retiré en raison d'une blessure, et a été remplacé par Trevin Giles pour un combat à poids convenu de 180 livres (82 kg),. L'UFC a ensuite annoncé au moment des pesées que le duo avait été annulé en raison d'une blessure à la tête subie par Giles après être tombé dans sa salle de bain, donc Gustafsson a été réservé pour la semaine suivante à l'UFC 316 : Dvalishvili contre O'Malley 2 avec un nouvel adversaire,.
Deux combats de poids welters étaient prévus pour cet événement : Ramiz Brahimaj contre Oban Elliott et Billy Ray Goff contre le nouveau venu promotionnel Ko Seok-hyun,. Cependant, Elliott et Ko ont été contraints de se retirer en raison de problèmes de visa, donc Brahimaj a affronté Goff à la place. À leur tour, Elliott et Ko ont été programmés l'un contre l'autre trois semaines plus tard à l'UFC sur ABC : Hill contre Rountree Jr.
Un combat de poids légers entre MarQuel Mederos et Bolaji Oki était prévu pour cet événement. Cependant, trois jours avant l'événement, Mederos s'est retiré du combat pour cause de maladie et a été remplacé par le nouveau venu promotionnel Michael Aswell.

## Carte de combat
| Carte principale (ESPN / ESPN+) | Carte principale (ESPN / ESPN+) | Carte principale (ESPN / ESPN+) | Carte principale (ESPN / ESPN+) | Carte principale (ESPN / ESPN+)                | Carte principale (ESPN / ESPN+) | Carte principale (ESPN / ESPN+) | Carte principale (ESPN / ESPN+) |
| Catégorie                       |                                 |                                 |                                 | Méthode                                        | Round                           | Chrono.                         | Notes                           |
| ------------------------------- | ------------------------------- | ------------------------------- | ------------------------------- | ---------------------------------------------- | ------------------------------- | ------------------------------- | ------------------------------- |
| Poids Légers                    | Mateusz Gamrot                  | déf.                            | Ľudovít Klein                   | Décision (unanime) (30–27, 30–27, 30–27)       | 3                               | 5:00                            |                                 |
| Poids Welter                    | Ramiz Brahimaj                  | déf.                            | Billy Ray Goff                  | Soumission technique (étranglement guillotine) | 1                               | 3:16                            |                                 |
| Poids Lourds-légers             | Dustin Jacoby                   | déf.                            | Bruno Lopes                     | KO (coups de poing)                            | 1                               | 1:50                            |                                 |
| Poids Plumes Femmes             | Ketlen Vieira                   | déf.                            | Macy Chiasson                   | Décision (unanime) (30–27, 29–28, 29–28)       | 3                               | 5:00                            |                                 |
| Poids Moyens                    | Zachary Reese                   | déf.                            | Duško Todorović                 | Décision (unanime) (29–28, 29–28, 29–28)       | 3                               | 5:00                            |                                 |
| Carte péliminaire (ESPN+)       |                                 |                                 |                                 |                                                |                                 |                                 |                                 |
| Poids Convenu (127,5 lb)        | Allan Nascimento                | déf.                            | Jafel Filho                     | Décision (unanime) (29–28, 29–28, 29–28)       | 3                               | 5:00                            |                                 |
| Poids Légers                    | Jordan Leavitt                  | déf.                            | Kurt Holobaugh                  | Soumission technique (étranglement anaconda)   | 1                               | 1:39                            |                                 |
| Poids Légers                    | Bolaji Oki                      | déf.                            | Michael Aswell                  | Décision (unanime) (29–28, 29–28, 29–28)       | 3                               | 5:00                            |                                 |
| Poids Pailles Femmes            | Alice Ardelean                  | déf.                            | Rayanne dos Santos              | Décision (unanime) (30–27, 29–28, 29–28)       | 3                               | 5:00                            |                                 |

## Récompenses bonus
Les combattants suivants ont reçu chacun un bonus de 50 000$ :
- Combat de la soirée : Alice Ardelean contre Rayanne dos Santos
- Performance de la soirée : Ramiz Brahimaj et Jordan Leavitt